# Raffaellino del Colle

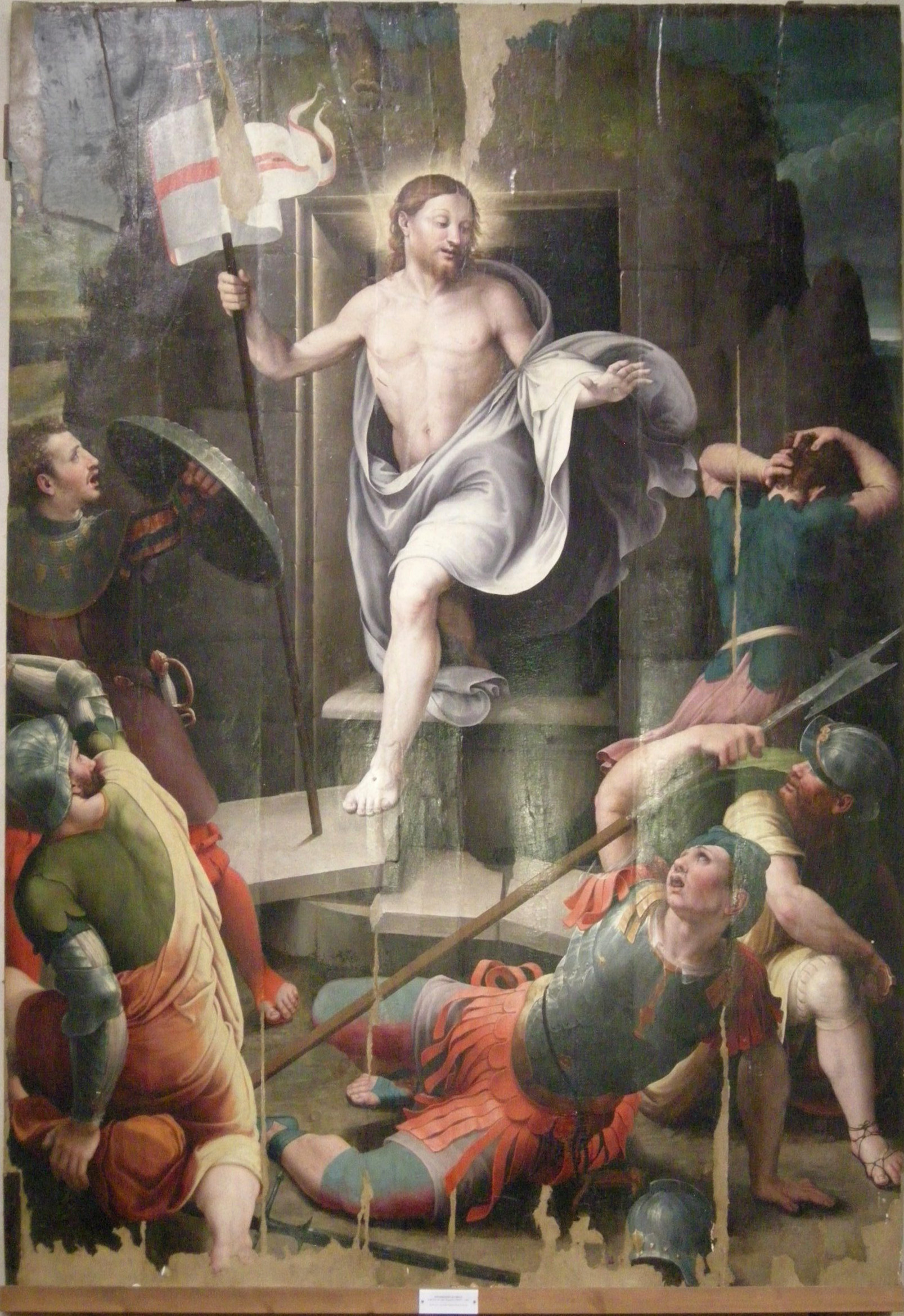
Raffaellino del Colle, Vzkříšení

Raffaellino del Colle (1490 Sansepolcro – 17. listopadu 1566 tamtéž) byl italský malíř z období renesance a manýrismu, který působil převážně v Umbrii. Maloval monumentální mnohafigurové scény z antické mytologie pro italskou nobilitu i křesťanská témata jako oltářní obrazy a fresky do chrámů v Laziu, Toskánsku a v Umbrii.

## Životopis
Raffaellino se narodil jako Raffaelo di Michelangelo di Francesco v místní části Colle města Borgo Sansepolcro v provincii Arezzo v italském Toskánsku. Malířství studoval u Raffaela Santi a je považován za jeho asistenta při práci na výzdobě renesančního příměstského domu Villa Farnesina v Římě. Po Raffaelově smrti pokračoval Raffaellino v práci ve Vatikánu, kde pomáhal dokončit práce v Apoštolském paláci. Práce řídil Giulio Romano. Místnosti jsou známy jako Raffaelovy sály. V Římě namaloval ještě fresky z historie rodu Farnese v paláci Rondanini Aldobrandini.
V roce 1527 došlo v Římě k události známé jako Sacco di Roma, obsazení a vyrabování Říma vojskem španělského krále a římského císaře Karla V. Po této události se mnoho umělců vrátilo do svých domovských měst.
Rafaellino odešel do kraje svého rodiště, Perugie, oblasti v severní části Umbrie. Maloval zde oltářní obrazy a fresky pro hlavní kostely. Rozměrnou fresku se scénou Mučednictví svatého Šebestiána vytvořil pro mariánský kostel v Pietralunga. Další díla se nyní většinou nacházejí v městském muzeu umění v Perugii.
Oltářní obraz Vzkříšení Krista namaloval pro katedrálu ve městě Sansepolcro (dříve Borgo Santo Sepolcro), v toskánské provincii Arezzo. Další oltářní obraz se dochoval v tamním muzeu.
Giorgio Vasari v roce 1536 pověřil Raffaellina pracemi na pouličních dekoracích k oslavě triumfálního vjezdu španělského krále Karla V. do Florencie.
Od roku 1539 do roku 1543 pracoval na zakázkách rodiny Della Rovere v Urbinu. K jeho spolupracovníkům patřil italský manýristický malíř a architekt pozdní renesance Girolamo Genga (kolem 1476 – 11. července 1551). Pracoval s ním na dekoracích pozdně renesančního předměstského paláce v Pesaru, v Císařské vile (Villa Imperiale), kde vytvořili výzdobu v Camera dei Semibusti, Sala della Calunni a v Herkulově kabinetu pro urbinského vévodu Francesco Maria I. della Rovere . V Perugii pracoval u Rocca Paolina (1540).
Roku 1564 sepsal svůj testament a roku 1566 zemřel v rodném městě Sansepolctro a byl tam pohřben v kostele sv. Jana.